# 8296 Miyama
A 8296 Miyama (ideiglenes jelöléssel 1993 AD) a Naprendszer kisbolygóövében található aszteroida. Endate Kin és Vatanabe Kazuró fedezte fel 1993. január 13-án.